# Filmoteka Narodowa – Instytut Audiowizualny
Filmoteka Narodowa – Instytut Audiowizualny (FinA, în traducere „Arhiva Națională de Film - Institutul Audiovizual”) este o instituție culturală de stat poloneză din Varșovia, o unitate bugetară subordonată Ministrului Culturii și Patrimoniului Național. A fost înființată la 29 aprilie 1955 prin rezoluția prezidiului guvernului nr. 330/55. Până în 1970 a existat sub numele de Centralne Archiwum Filmowe, până în 1987 ca Filmoteka Polska, iar apoi ca Filmoteka Narodowa. De la 1 martie 2017, după comasarea cu Institutul Național al Audiovizualului, a primit denumirea actuală.
Are ca obiect de funcționare: colectarea, catalogarea, conservarea și restaurarea, precum și punerea la dispoziție a colecțiilor și a materialelor de documentare referitoare la patrimoniul audiovizual național; crearea în parteneriat, producerea, înregistrarea și promovarea operelor de cultură cu un înalt nivel artistic în vederea difuzării acestora în programe media publice și private; producerea de materiale audiovizuale de înalt nivel artistic, referitoare la probleme legate de cultură, știință, educație, în scopul difuzării lor în programe media publice și private sau pe internet sau difuzării lor în alt mod; desfășurarea de activități educaționale, științifice, editoriale și culturale.
De la înființare, instituția a fost membră a Federației Internaționale a Arhivelor de Film, o organizație care asociază majoritatea arhivelor de film din lume. Colecțiile de benzi de film și materiale de arhivă adunate în instituție sunt printre cele mai mari din Europa.
Instituția este operatorul programului Sieć Kin Studyjnych i Lokalnych (Studio și rețea locală de cinematografe). Acesta își propune să distribuie filme de mare valoare artistică în cinematografele din toată Polonia.

## Colecții
FinA are una dintre cele mai mari arhive de film din Europa. Pe lângă materialele audiovizuale, FinA are și colecții legate de film și o colecție de cărți de specialitate. În fruntea unor anumite tipuri de colecții sunt custozi supravegheați de custode-șef al colecțiilor, Grażyna M. Grabowska.
Printre aceste colecții se numără: colecții de filme, colecții audiovizuale, colecții de fotografii, materiale grafice (programe, afișe de filme, decoruri și costume), materiale literare și materiale de arhivă (ciorne, scenarii), colecții audio și de coloane sonore (inclusiv manuscrise unice de muzică de film), colecții de cărți (literatură de film de specialitate, reviste, cataloage, decupaje din presă).

## Fototeka
Ca parte a Arhivei Naționale de Film, există Fototeka - un site web care prezintă resursele fotografice ale Arhivei Naționale de Filme legate tematic de istoria filmului polonez (filme, oameni, evenimente etc.). Fototeka a fost înființată în noiembrie 2009 în cooperare cu Agencja Interaktywna 4K.

## Gapla
Gapla este un site oficial care prezintă o colecție de postere și postere de film din colecția Arhivei Naționale de Film.
Proiectul este implementat grație sprijinului Ministerului Culturii și Patrimoniului Național ca parte a Programului Multianual KULTURA+.